# 岩居弘樹
岩居 弘樹（いわい ひろき）は、日本の言語学者。大阪大学教授。

## 略歴
1984年慶應義塾大学法学部政治学科卒業。1986年学習院大学大学院人文科学研究科ドイツ文学専攻博士前期課程修了、1989年同博士後期課程中途退学。慶大では関口一郎に師事。
1989年麗澤大学外国語学部講師。1996年立命館大学法学部助教授、2000年教授。2001年大阪大学サイバーメディアセンター助教授、2004年大学教育実践センター教授、2012年全学教育推進機構教授。2004年より大学院言語文化研究科教授を兼任。

## 著書
- 『ドイツ言語学辞典』（分担執筆, 紀伊国屋書店, 1994年）
- 『話しながら覚えるドイツ語』（三修社, 1997年）

### 訳著
- ザイフリート・ヘルブリング『中世ウィーンの覇者と騎士たち』（平尾浩三訳・分担執筆, 郁文堂, 1990年）